# Ronny Van Holen
Ronny Van Holen, né le 9 mars 1959 à Alost, est un coureur cycliste belge.

## Palmarès

### Palmarès amateur
- 1975
  - 3e du Circuit Het Volk débutants
- 1977
  -  Champion du monde sur route juniors
  - Vöslauer Jugend Tour :
    - Classement général
    - 1re étape
- 1978
  - Champion du Brabant flamand
  - 2e de Kampenhout-Relst
  - 3e du Circuit du Hainaut
- 1979
  - 1re étape de l'Étoile du Sud
  - Paris-Vailly
  - Romsée-Stavelot-Romsée
  - 4e et 8e étapes du Grand Prix Guillaume Tell
  - Tour du Hainaut occidental : 
    - Classement général
    - 1re et 3ea étapes

  - 2e de l'Étoile du Sud
  - 2e du Tour des Flandres amateurs
  - 2e du Tour de Liège
  - 3e du Grand Prix Vic. Bodson
- 1980
  - Bruxelles-Opwijk
  - 4e étape de la Flèche du Sud
  - 4eétape du Sealink International Grand Prix
  - 1rea étape du Tour de l'Yonne
  - 2e du Tour de l'Yonne

### Palmarès professionnel
| - 1981 - 2e de la Coupe Sels - 1982 - Grand Prix Pino Cerami - Prologue du Tour d'Aragon (contre-la-montre par équipes) - 2e étape du Tour d'Allemagne - 3e de la Flèche brabançonne - 3e du Grand Prix de Denain - 1983 - 2e du Ronde van Midden-Zeeland - 2e du Grand Prix Jef Scherens - 1984 - 5e étape de la Semaine catalane - Flèche brabançonne - 7eb étape du Tour de Catalogne - Grand Prix Jef Scherens - 2e de la Course des raisins - 3e du Tour de Belgique - 1985 - Le Samyn - Circuit du Brabant occidental - 3e du Grand Prix Pino Cerami | - 1986 - Binche-Tournai-Binche - Circuit Mandel-Lys-Escaut - 3e de la Nokere Koerse - 3e de l'Amstel Gold Race - 5e du Tour des Flandres - 1987 - Grand Prix Jef Scherens - 3e du Omloop van de Westkust - 7e du Tour des Flandres - 1988 - Het Volk - 1990 - 3e du Tour de Vendée - 1991 - Course des raisins |  |

## Résultats sur les grands tours

### Tour de France
2 participations
- 1986 : abandon (16e étape)
- 1989 : abandon (12e étape)

### Tour d'Italie
1 participation
- 1981 : abandon (8e étape)

### Tour d'Espagne
4 participations
- 1984 : 59e
- 1985 : 74e, vainqueur du classement des sprints volants
- 1987 : abandon (4e étape)
- 1989 : 100e